# Фридрих Людвиг Карл Прусский
Фридрих Людвиг Карл Прусский (нем. Friedrich Ludwig Karl von Preußen, также Луи Прусский Prinz Louis; 5 ноября 1773, Потсдам — 28 декабря 1796, Берлин) — прусский принц и генерал-майор прусской армии.

## Биография
Людвиг — второй сын короля Фридриха Вильгельма II и его второй супруги Фридерики Гессен-Дармштадтской, дочери ландграфа Людвига IV Гессен-Дармштадтского. Во избежание путаницы его двоюродного дядю, который был его старше всего на один год, принца Фридриха Людвига Прусского, сына принца Фердинанда Прусского, называли Луи Фердинандом.
26 декабря 1793 года, спустя два дня после свадьбы старшего брата, кронпринца Фридриха Вильгельма III с принцессой Луизой Мекленбург-Стрелицкой, принц Луи сочетался браком с её сестрой, Фридерикой, дочерью герцога Карла II Мекленбург-Стрелицкого.
В 1795 году принц Луи был назначен командиром драгунского полка № 1, штаб которого находился в Шведте. В 1796 году принц Луи заболел дифтерией, от которой вскоре умер.

## Потомки
- Фридрих Людвиг (1794—1863), женат на принцессе Луизе Ангальт-Бернбургской
- Карл Георг (1795—1798)
- Фридерика Вильгельмина Луиза Амалия (1796—1850), замужем за герцогом Ангальт-Дессау Леопольдом Фридрихом